# Opharus linus
Opharus linus är en fjärilsart som beskrevs av Druce 1897. Opharus linus ingår i släktet Opharus och familjen björnspinnare. Inga underarter finns listade i Catalogue of Life.